# Marcelino Pérez
Marcelino Pérez Ayllón (Sabadell, 1955. augusztus 13. –) spanyol válogatott labdarúgó.

## Pályafutása

### Klubcsapatban
Sabadellben született. Pályafutását is ott kezdte a Sabadell csapatában, ahol 1972 és 1974 között játszott. 1974-ben az Atlético Madrid igazolta le, melynek színeiben tíz évig játszott.

### A válogatottban
1977 és 1979 között 13 alkalommal szerepelt a spanyol válogatottban. Részt vett az 1978-as világbajnokságon.

## Sikerei, díjai
Atlético Madrid
- Spanyol bajnok (1): 1976–77
- Spanyol kupa (1): 1975–76
- Interkontinentális kupa (1): 1974

## Külső hivatkozások
- Marcelino Pérez adatlapja a National-Football-Teams.com oldalon (angolul)

- Marcelino Pérez (angol nyelven). eu-football.info
- Marcelino Pérez (angol, katalán, spanyol nyelven). BDFutbol.com
- Marcelino Pérez (edzői profil) (angol, katalán, spanyol nyelven). BDFutbol.com